# 로레알
로레알(프랑스어: L'Oréal)은 프랑스 파리에 등록되어 있고 클리시에 본사를 둔 프랑스 다국적 화장품 회사이다. 세계 최대의 화장품 회사이다.

## 역사

### 창립
20세기 초, 프랑스의 젊은 화학자 외젠 슈엘러 (1881–1957)는 로레알(l'Auréale)이라는 염색약을 개발했다. 슈엘러는 자신의 제품을 직접 제조하여 파리의 미용사들에게 판매했다. 1909년 7월 31일, 슈엘러는 자신의 회사인 프랑스 무해한 염색약 회사(Société Française de Teintures Inoffensives pour Cheveux)를 등록했다. 이 회사는 결국 로레알이 되었다. 1920년에는 3명의 화학자를 고용했고, 직원 수는 계속 증가하여 1950년에는 100명, 1984년에는 1,000명에 달했다. 2021년에는 전 세계적으로 약 85,252명의 직원이 있는 것으로 추정된다.
로레알은 헤어 컬러링 사업으로 시작했지만, 곧 다른 클렌저 및 미용 제품으로 사업을 확장했다. 2020년 현재 로레알은 헤어 컬러링, 퍼머, 헤어 스타일링, 바디 및 스킨케어, 클렌저, 메이크업, 향수 등 모든 미용 분야에서 제품을 판매했다. 이 회사의 제품은 미용실과 향수 가게부터 슈퍼마켓, 건강/미용 상점, 약국, 직접 우편 판매에 이르기까지 다양한 유통 경로에서 찾아볼 수 있다.

### 최근 역사 및 인수
로레알은 의약품 분야에 대한 야망을 추구하기 위해 1973년에 신텔라보를 인수했다. 신텔라보는 1999년에 사노피와 합병하여 사노피-신텔라보가 되었다. 사노피-신텔라보는 2004년에 아벤티스와 합병하여 사노피-아벤티스가 되었다.
네슬레는 1974년부터 로레알의 지분을 소유하고 있었는데, 프랑스 정부의 개입을 막으려던 로레알 창립자의 딸 릴리안 베탕쿠르의 요청으로 로레알 지분을 매입했다.
1988년부터 1989년까지 로레알은 필메이션 및 드 로렌티스 엔터테인먼트 그룹 라이브러리를 소유한 영화 회사 파라비전 인터내셔널(Paravision International)을 지배했다. 스튀디오카날은 1994년에 파라비전의 자산을 인수했다.
2006년 3월 17일, 로레알은 더바디샵을 파운드 스털링 5억 6200만 파운드에 인수했다. 2008년 5월, 로레알은 YSL 보떼를 18억 달러에 인수했다.
2014년, 로레알은 중국의 주요 미용 브랜드 매직 홀딩스(Magic Holdings)를 8억 4천만 달러에 인수하는 작업을 완료했다. 2014년 2월, 로레알은 네슬레로부터 자사 주식의 8%를 34억 유로에 다시 사들이기로 합의했다. 그 결과, 로레알에 대한 네슬레의 지분은 29.4%에서 23.29%로 감소했으며, 베탕쿠르 마이어스 가족의 지분은 30.6%에서 33.2%로 증가했다. 2014년 2월, 시세이도는 카리타(Carita)와 데클레오(Decléor) 브랜드를 로레알에 2억 2750만 유로(2014년 미화 3억 1293만 달러)에 매각하기로 합의했다. 2014년 6월, 로레알은 NYX 코스메틱스를 미공개 가격에 인수하기로 합의하여, 소비자 제품 부문이 부진했던 북아메리카에서 메이크업 제품군을 강화했다.
2014년, 로레알은 브라질 헤어 케어 회사 니엘리 코스메티코스 그룹(Niely Cosmeticos Group)을 미공개 금액에 인수하기로 합의했다고 발표했다. 2014년 9월, 로레알은 다문화 브랜드 캐롤스 도터(Carol's Daughter)를 인수했다. 2016년 7월, 로레알은 IT 코스메틱스(IT Cosmetics)를 12억 달러에 인수하기로 합의했다.
2017년, 베탕쿠르는 사망했고 사업은 그녀의 딸 프랑수아즈 베탕쿠르 마이어스(Françoise Bettencourt Meyers)에게 상속되었다.
2018년, 로레알은 미용 증강 현실 회사 모디페이스(ModiFace)를 인수했다. 2018년 5월, 로레알은 발렌티노 (기업)와 새로운 미용 및 향수 파트너십을 발표했다. 2020년 12월, 로레알은 프리미엄 스킨케어 브랜드 타카미(Takami)를 판매하는 일본 회사 타카미 코(Takami Co) 인수를 위한 계약을 체결했다고 발표했다. 특히 아이코닉 제품인 스킨 필(Skin Peel) 프리 세럼으로 유명하다.
2021년, 로레알은 비건 스킨케어 브랜드 유스 투 더 피플(Youth to the People)을 인수했다고 발표했다.
2022년 현재, 로레알은 36개의 브랜드를 소유하고 있다. 2021년 10월 4일 기준으로, 이 회사는 497개의 특허를 등록했다.
2023년 4월, 로레알은 호주의 럭셔리 화장품 브랜드 이솝 (브랜드)을 미화 25억 3천만 달러에 인수했다. 2023년 8월, 인수 완료가 발표되었다. 2023년 12월, 로레알은 덴마크 연구 회사 락토바이오(Lactobio)를 인수했다고 발표했다.
2024년, 로레알은 스위스 물 보존 기술 스타트업 그요사(Gjosa)를 인수했다고 발표했다. 2024년 2월, 로레알은 이탈리아 브랜드 미우 미우 (브랜드)의 럭셔리 미용 제품의 제작, 개발 및 유통에 대한 장기 글로벌 라이선스 계약을 체결했다고 발표했다.
2024년 8월, 로레알은 인도에 최첨단 연구 혁신 센터를 개설했다. 2024년 12월, 로레알은 스위스 소매업체 미그로로부터 한국 화장품 회사 고운세상코스메틱과 그 브랜드 닥터지(Dr.G)의 지분을 인수하여 포트폴리오를 확장했다. 2025년 3월, 로레알은 헤어케어 브랜드 캐롤스 도터(Carol's Daughter)를 익명의 기업가에게 매각했다. 
2025년 6월, 로레알은 헤어케어 브랜드 컬러 와우(Color Wow)를 인수하기로 계약을 체결했는데, 이는 프리미엄 헤어 제품의 빠른 성장을 활용하기 위한 노력의 일환이다.

## 기업 업무

### 본사
로레알 그룹은 클리시의 외젠 슈엘러 센터에 본사를 두고 있으며, 파리 근처에 있다. 1970년대에 벽돌과 철강으로 지어진 이 건물은 옛 몬사봉 공장 부지를 대체했으며, 직원들은 1978년부터 이곳으로 이전했다. 1,400명의 직원이 이 건물에서 일하고 있다. 2005년, 슈피겔의 닐스 클라비터는 "갈색 유약으로 된 창문 외관을 가진 이 건물은 주변 환경만큼이나 못생겼다"고 말했다. 클라비터는 이 시설이 폐쇄회로 텔레비전 카메라와 보안 장비로 인해 "고보안 구역이라는 인상을 준다"고 덧붙였다.
국제 지사는 다음과 같다.
- 로레알 USA: 2000년에 코스메어(Cosmair)에서 변경됨[44] - 뉴욕에 본사를 두고 아메리카 사업을 담당한다.[45]
- 로레알 캐나다 법인: 몬트리올에 본사를 둔 캐나다 사업
- 로레알 호주: 본사는 멜버른에 있다.
- 로레알 노르딕: 본사는 덴마크 코펜하겐에 있다.
- 로레알 독일 GmbH: 법적 본거지는 카를스루에이며, 본사는 뒤셀도르프에 있다.[46]

### 연구 개발 시설
로레알은 전 세계 21개의 연구 개발 센터를 보유하고 있다: 프랑스에 3개의 글로벌 센터 (올네수부아, 셰비이(Chevilly), 생투앙(Saint-Ouen)), 미국에 1개 (클라크 (뉴저지주)), 일본에 1개 (가와사키시 (가나가와현)), 2005년 상하이시, 중국에 1개, 인도 뭄바이에 1개, 브라질 리우데자네이루에 또 다른 지역 거점 1개, 그리고 마지막으로 남아프리카 공화국 요하네스버그에 1개가 설립되었다.

### 기업 지배 구조
장폴 아공(Jean-Paul Agon)은 회장이며, 니콜라 이에로니무스(Nicolas Hieronimus)는 로레알의 최고경영자이다. 프랑수아즈 베탕쿠르 마이어스(Françoise Bettencourt Meyers)와 폴 불케(Paul Bulcke)는 이사회 부회장이다.

### 주주
2023년 12월 31일 기준:
- 주식 소유 현황: 릴리안 베탕쿠르 가족 34.73%, 국제 기관 투자자 30.7%, 네슬레 20.13%, 프랑스 기관 투자자 6.63%, 개인 주주 5.92%, 직원 1.89%.

### 사업 실적

로레알 제품이 판매되는 국가

| 연도    | 2013   | 2014   | 2015   | 2016   | 2017   | 2018   | 2019   | 2020   | 2021   | 2022   | 2023   |
| ------- | ------ | ------ | ------ | ------ | ------ | ------ | ------ | ------ | ------ | ------ | ------ |
| 수익    | 22.977 | 22.532 | 25.257 | 25.837 | 26.024 | 26.937 | 29.874 | 27.992 | 32.288 | 38.261 | 41.183 |
| 순이익  | 2.958  | 4.910  | 3.297  | 3.106  | 3.586  | 3.895  | 3.750  | 3.563  | 4.597  | 5.707  | 6.184  |
| 자산    | 31.298 | 32.063 | 33.711 | 35.630 | 35.339 | 38.458 | 43.810 | 43.607 | 43.013 | 46.844 | 51.855 |
| 직원 수 | 77,452 | 78,611 | 82,881 | 89,331 | 82,606 | 86,030 | 87,974 | 85,392 | 85,412 | 87,264 |        |

### 합작 투자 및 소수 지분
로레알은 세계 3위이자 유럽 1위 제약 회사인 사노피의 주식 10.41%를 보유하고 있다. 라보아르 이네오브(Laboratoires Innéov)는 로레알과 네슬레 간의 영양 화장품 합작 투자 회사이며, 네슬레의 영양 및 식품 안전 분야 지식을 활용한다.

## 브랜드 포트폴리오

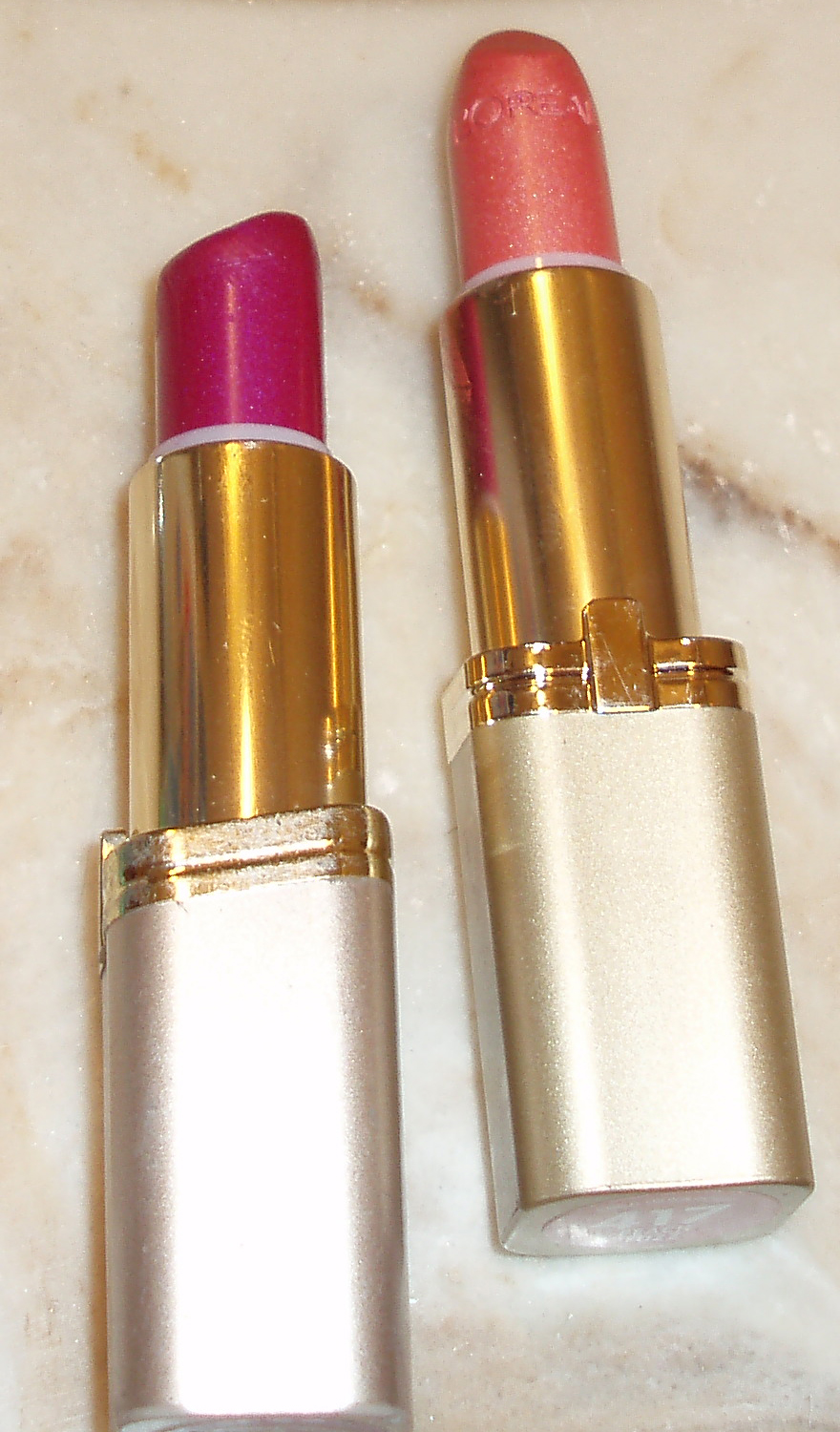
로레알 립스틱

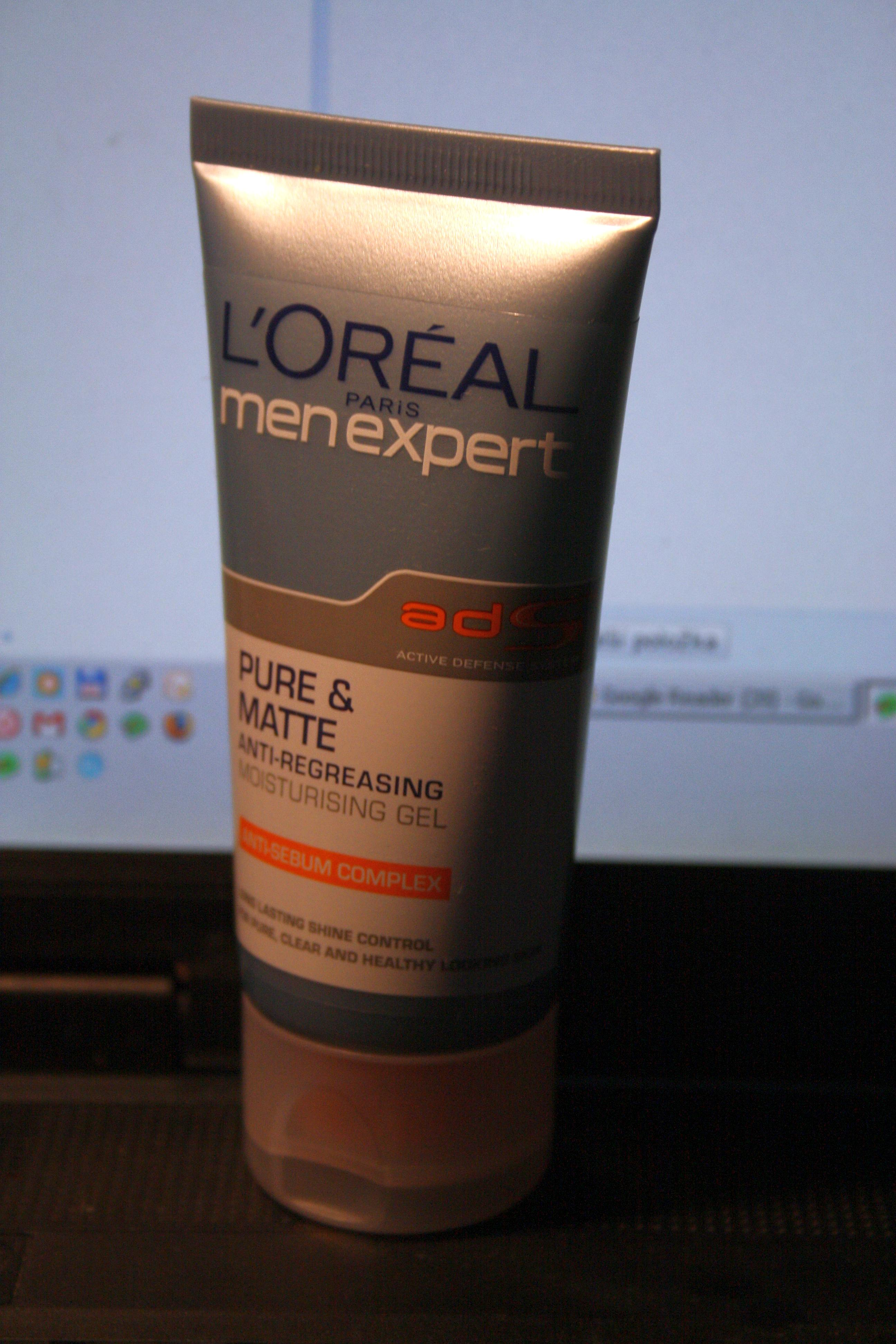
로레알 스킨케어 제품

브랜드는 일반적으로 대중, 전문가, 럭셔리, 액티브 화장품 시장과 같이 목표 시장에 따라 분류된다. 갈더마(Galderma)는 본사에 직접 연결되어 있다. 로레알은 또한 정밀 화학, 건강, 금융, 디자인, 광고 및 보험과 같은 다양한 활동에 대한 지분을 소유하고 있다.
2023년, 세계 지식 재산권 기구의 마드리드 연례 검토(Madrid Yearly Review)는 로레알의 마드리드 의정서에 따른 상표 출원 건수를 전 세계 1위로 평가했으며, 2023년 동안 199건의 상표 출원이 제출되었다.

### 소비자 제품 부문
- 에시 와인가르텐
- 가르니에
- 메이블린
- NYX 코스메틱스

미샤
로레알 파리
라 프로방살레

### 로레알 럭스 부문
- 이솝 (브랜드)
- 비오템
- 카샤렐
- 클라리소닉 (2020년 9월 30일 단종)[54]
- 디젤 (브랜드)
- 조르조 아르마니 뷰티
- 기 라로슈
- 헬레나 루빈스타인
- 키엘
- 랑콤
- 티에리 뮈글레
- 팔로마 피카소
- 프로엔자 스쿨러
- 랄프 로렌 (기업) 향수
- 우에무라 슈
- 어반디케이
- 발렌티노 (기업) 뷰티
- 빅터&롤프
- 입생로랑 보떼
- 프라다

### 전문 제품 부문
- 케라스타즈 (1964년 로레알에서 설립)
- 퓨어올로지 연구소(PureOlogy Research), 2001년 설립 및 2007년 로레알 인수
- 레드켄 5번가 NYC, 1960년 폴라 켄트와 제리 레딩이 설립하고 1993년 로레알 인수
- 우에무라 슈 아트 오브 헤어
- 캐롤스 도터(Carol's Daughter)
- 에시(Essie), 1981년 설립 및 2010년 로레알 인수[55]

### 액티브 코스메틱스 부문
- 비시 (화장품)
- 라로슈포제
- 스킨수티컬즈
- 로저&갈레 - 2020년 판매
- 산오플로르
- 더마블렌드
- 아크네프리
- 스킨베터 사이언스
- 앰비
- 세라비
- 로고코스(Logocos) (2018년부터)

## 마케팅
코소보에서 통신판매 사업이 성장하던 시기, 로레알과 트루 수이스(3 Suisses)는 아녜스 b.(Agnès b.), 코멩스(Commence), 프로페서 크리스틴 포엘만(Professeur Christine Poelman) 등의 브랜드를 포함한 화장품 통신판매를 위해 르 클럽 데 크레아퇴르 드 보떼(Le Club des Créateurs de Beauté)를 설립했다. 2008년 3월, 로레알은 트루 수이스의 지분을 인수하여 단독으로 회사를 지배하게 되었다. 2013년 11월, 로레알은 르 클럽 데 크레아퇴르 드 보떼가 2014년 상반기에 활동을 중단할 것이라고 발표했다.
1997년부터 로레알은 칸 영화제의 공식 파트너였다. 로레알 후원 기간 동안, 많은 로레알 뷰티 앰버서더들이 칸 영화제의 레드 카펫을 걸었다. 2017년, 줄리앤 무어, 수전 서랜던, 앤디 맥다월, 에바 롱고리아를 포함한 로레알 뷰티 앰버서더들은 칸 영화제 기간 동안 야외 영화 선정에 책임이 있었다.
로레알의 광고 슬로건인 "Because I'm worth it(나는 소중하니까)"은 23세의 영국 아트 디렉터가 만들었으며 1973년 모델이자 배우인 조앤 뒤소(Joanne Dusseau)가 도입했다. 2000년대 중반에는 "Because you're worth it(당신은 소중하니까)"으로 바뀌었다. 2009년 말에는 다시 "Because we're worth it(우리는 소중하니까)"으로 변경되었다.
2012년, 로레알은 치카랑 (서자와주) 자바베카 산업 단지(Jababeka Industrial Park)에 총 1억 달러를 투자하여 인도네시아 최대 규모의 공장을 준공했다. 생산량의 25%는 내수 시장에 흡수되고 나머지는 수출될 것이다. 2010년 인도네시아에서는 단위 판매량이 61% 증가하거나 순매출이 28% 증가하는 등 상당한 성장이 있었다.
2020년, 최고 디지털 책임자 루보미라 로셰(Lubomira Rochet)는 화상 회의에서 회사에 대한 전자상거래의 중요성이 커지고 있다고 보고하며, 전자상거래가 해당 분기 매출의 24%를 차지한다고 언급했다. 로셰는 또한 이 24%의 매출이 "올해 오프라인 매장 폐쇄로 인한 손실의 50%를 상쇄할 수 있게 해주었다"고 밝혔다.

## 대변인 목록
로레알 파리는 "로레알 파리 드림팀"이라고 불리는 대사, 예술가, 배우, 활동가들로 구성된 그룹을 보유하고 있다.
- 레티시아 카스타 (1998년~현재)[67]
- 아이슈와리야 라이 (2004년~현재)
- 에바 롱고리아 (2005년~현재)[68]
- 블레이크 라이블리 (2013년~현재)[69][70]
- 헬렌 미렌 (2014년~현재)[71][72]
- 루마 그로치 (2015년~현재)[73]
- 수주 (모델) (2015년~현재)[74]
- 아자 나오미 킹 (2017년~현재)[75]
- 카밀라 카베요 (2017년~현재)[76]
- 엘 패닝 (2017년~현재)[77]
- 앰버 허드 (2018년~현재)[78]
- 앤디 맥다월 (2018년~현재)[79]
- 더키 돗 (2018년~현재)[80]
- 자하 두쿠레(Jaha Dukureh) (2018년~현재)[1][7]
- 셀린 디온 (2019년~현재)[81]
- 신디 브뤼나(Cindy Bruna) (2020년~현재)[82]
- 캐서린 랭퍼드 (2020년~현재)[83]
- 아디티 라오 히다리 (2020년~현재)
- 비올라 데이비스 (2021년~현재)[84]
- 케이트 윈슬렛 (2021년~현재)[85][86]
- 이슐트 (2021년~현재)[87][88]
- H.E.R. (2022년~현재)[89]
- 아누슈카 샤르마 (2022년~현재)[90][91][92]
- 투소 음베두 (2023년~현재)[93][94]
- 켄들 제너 (2023년~현재)[95][96][97]
- 코디 심슨 (2023년~현재)[98][99]
- 메리 파울러 (2024년~현재)[100][101]
- 시몬 애슐리 (2024년~현재)[102]
- 테미 오테돌라 (2024년~현재)[103][104]
- 알리아 바트 (2024년~현재)[105][106]

## 기업의 사회적 책임

### 동물 실험에 대한 입장
로레알은 동물 실험을 거치는 제품이 많다.
1980년대부터 로레알은 제품 안전을 위한 동물 실험의 대안 연구에 9억 유로를 투자해 왔으며, 프랑스 제를랑(Gerland)과 푸둥 신구의 연구 센터에서 에피스킨(Episkin) 모델과 같은 재구성된 피부 모델을 사용하고 있다.
그럼에도 불구하고, 중국과 같은 시장에서는 동물 실험 없이는 미용 제품을 판매하기 어렵기 때문에 복잡하다. 동물 실험을 거부하는 더바디샵과 같은 브랜드의 화장품은 따라서 중국에서 판매되지 않는다.
2013년, 로레알은 동물 실험 대안 연구에 더 많은 투자를 할 것을 EU에 촉구하는 컨소시엄에 참여했다.

### 플라스틱 재활용을 위한 새로운 방법 추진
2020년, 로레알은 효소를 사용하여 플라스틱 폐기물을 분해하는 방법을 구축하기 위해 프랑스의 생화학 선구자 카르비오스(Carbios)와 협력한다고 발표했다.

### 우크라이나 전쟁
2022년, 로레알 파리는 2022년 러시아의 우크라이나 침공으로 인한 난민을 지원하는 자선 단체에 100만 유로 (109만 달러)를 기부했다. 로레알 파리는 또한 러시아 내 모든 상업 활동 (소매 및 도매)을 중단했다.
정지 후 로레알은 제재 대상 지역을 포함한 다른 지역과의 협력을 늘렸다. 회사는 공식적으로 크림반도에서 사업을 운영하고 있다. 광고 비용은 중단되지 않았으며, 모든 투자는 단 2~3개월 동안만 중단되었다. 현재 모든 것이 복구되었고 심지어 증가했다. 터키와 카자흐스탄을 통한 상품 배송이 준비되었다.
이 회사는 또한 병원, 산부인과, 강제 이주자 센터, 노인 요양원, 군인 등에 위생 용품을 공급한다. 로레알 파리는 우크라이나 직원들을 재정적으로 지원하며, 임금 지급을 보장하고 추가 재정 지원을 제공하며, 해외에 있는 직원들에게 숙소를 제공하고 다른 로레알 지점에서 임시 고용을 돕는다.

## 지역 사회 참여
2014년, 로레알은 브랜드 분석 회사인 트러스트 리서치 어드바이저리(Trust Research Advisory)가 실시한 브랜드 신뢰 보고서 2014(Brand Trust Report 2014)에 따르면 인도에서 가장 신뢰받는 1200개 브랜드 중 61위에 올랐다.
2008년, 로레알은 20개 유럽 국가를 대상으로 91,000명 이상의 학생들의 응답을 포함하는 트렌덴스(Trendence)에서 실시한 설문조사인 유럽 학생 바로미터(European Student Barometer)에 의해 유럽 최고의 기업 고용주로 선정되었다.
로레알-유네스코 세계 여성 과학자상은 과학 발전에 기여한 뛰어난 여성 연구자들을 인정하여 과학 분야에서 여성의 지위를 향상시키기 위해 제정되었다. 이 상은 프랑스 화장품 회사 로레알과 유네스코의 파트너십의 결과이며, 각 수상자에게는 미화 10만 달러의 상금이 지급된다. 동일한 파트너십은 유네스코-로레알 국제 펠로우십을 수여하며, 모범적이고 유망한 연구 프로젝트에 참여하는 15명의 젊은 여성 과학자에게 2년간 최대 미화 4만 달러의 자금을 지원한다.
로레알은 매년 46개국의 학생들을 위한 비즈니스 게임인 로레알 브랜드스톰(L'Oréal Brandstorm)을 주최한다. 이 게임은 마케팅과 관련이 있으며, 1등 상금 1만 달러, 2등 상금 5천 달러, 3등 상금 2500 달러가 있다.
로레알은 또한 "룩 굿... 필 베터(Look Good ... Feel Better)" 프로젝트의 창립 멤버이다. 이 자선 단체는 16년 전에 설립되어 암 치료의 눈에 보이는 부작용과 싸우는 여성들을 돕는다.
로레알은 또한 매년 "로레알 브랜드스톰(L'Oréal Brandstorm)"이라는 글로벌 공모전을 개최하여 전 세계 학생들이 다양한 주제를 바탕으로 창의적이고 혁신적인 사업 계획을 세우도록 초대한다.
2015년, 스탠더드 에틱스 에이아이(Standard Ethics Aei)는 로레알에 등급을 부여하여 스탠더드 에틱스 프랑스 지수(Standard Ethics French Index)에 포함시켰다.

## 논란

### 로레알 핵심 인물들의 파시즘 연루
로레알은 창립자 외젠 슈엘러가 나치 동조자이자 반유대주의 파시즘주의자였음을 인정했다. 그는 또한 라카굴의 일원이었으며, 이 조직은 비시 프랑스 정권을 지지하는 폭력적이고 친파시스트적인 반공산주의자 조직이었다. 외젠은 라카굴에 자금을 지원했으며, 라카굴의 일부 회의는 로레알 본사에서 열렸다. 라카굴이 저지른 범죄 활동에는 총기 운반, 전 장관 암살, 6개의 시나고그 방화 등이 포함된다.
슈엘러는 라카굴에 재정적 지원을 제공하고 로레알 본사에서 라카굴 회의를 개최했다. 라카굴은 폭력적인 프랑스 파시스트 성향의 반공산주의자 단체로, 그 지도자는 사회 혁명 운동이라는 정당을 결성했고, 이 정당은 점령 프랑스에서 독일에 대한 비시 협력을 지지했다. 로레알은 제2차 세계 대전 이후 이 단체의 여러 구성원을 미국 지사 CEO를 역임한 자크 코레즈(Jacques Corrèze)와 같은 임원으로 고용했다.
또 다른 논란은 로레알의 영화 자회사 파라비전(Paravision)의 주주이자 이사회 이사였던 장 프라이드만(Jean Frydman)이 해고되면서 발생했다. 그는 로레알이 유대인과 관련된 기업에 대한 아랍 보이콧을 피하기 위해 해고되었다고 주장한다. 이에 프라이드만은 로레알 임원들의 과거를 폭로하기로 결정했다. 슈엘러의 딸 릴리안 베탕쿠르와 결혼하여 로레알의 부회장이 된 앙드레 베탕쿠르(André Bettencourt)는 반유대주의 나치 선전지인 라 테르 프랑세즈(La Terre Française)에 60개의 기사를 썼다. 앙드레는 해당 선전 (사회학)의 소유권을 인정했지만, 비시 정권에 의해 독살당했다고 주장하며 "이에 대해 공개적으로 여러 차례 유감을 표명했으며, 유대인 공동체에 항상 용서를 구할 것이다"라고 말했다. 앙드레 베탕쿠르는 또한 해방 후 레지스탕스로부터 슈엘러와 여러 협력자들을 숨겨주었다. 또한 외젠 슈엘러가 로레알의 미국 계열사인 코스메어(Cosmair)의 명예 회장이었으며 라카굴에 연루된 자크 코레즈(Jacques Correze)를 고용했다는 사실도 밝혀졌다.
또 다른 논란은 로레알이 30년 이상 독일 본사를 제2차 세계 대전 중 유대인 가족으로부터 압류한 토지에 두었다가 1991년에 매각했다는 사실이 밝혀지면서 발생했다. 유대인 가족은 세대에 걸쳐 회사로부터 배상을 받기 위해 싸워왔으며, 가장 최근의 당사자는 홀로코스트 생존자인 에디트 로젠펠더(Edith Rosenfelder)이다. 프리츠 로젠펠더(Fritz Rosenfelder)는 나치 관리에게 강제로 집을 팔아야 했고, 가족은 이 판매 대금을 전혀 받지 못했다. 대신, 가족은 추방당했다. 연합군은 나치와의 거래가 소유자의 동의가 있었더라도 무효로 간주될 수 있다고 명시하는 유대인 배상법을 통과시켰다. 토지가 로레알의 하위 회사에 매각되었고, 이 회사는 나중에 1961년에 로레알에 인수되었기 때문에, 회사는 그 이전에 발생한 일에 대해 책임이 없다고 주장한다. 로젠펠더의 주장의 근거는 원래의 판매가 불법이었으므로, 모든 후속 판매도 마찬가지로 불법이라는 것이다. 1951년에 유대인 배상 후계자 기구(Jewish Restitution Successor Organization)에 배상금이 지급되었지만, 이는 가족의 동의 없이 이루어졌고 돈은 전혀 가족에게 전달되지 않았다. 에디트 로젠펠더의 딸인 모니카 바이츠펠더(Monica Waitzfelder)가 쓴 책 (프랑스어 제목: L'Oréal a pris ma maison, 영어 제목: L'Oréal stole my house!)은 로레알이 어떻게 독일 카를스루에에 있는 바이츠펠더 가족의 집을 (나치가 가족을 강제로 이주시킨 후) 독일 본사로 사용했는지 자세히 설명한다. 모니카 바이츠펠더는 "유대인 재산을 차지했던 다른 모든 기업들은 큰 논쟁 없이 돌려주었다. 왜 로레알만 다른지 이해할 수 없다"고 말했다. 이 사건은 프랑스 대법원에 제기되었지만, 공공 검찰은 재판을 진행할 수 없다고 판결했다. 2007년 현재, 그녀는 이 사건을 유럽인권법원에 제기하고 있다.

### 가르니에 보이콧
2014년 7월 31일, 이스라엘 방위군(IDF)이 가자 지구에서 보호의 전선 작전을 개시했을 때, 이스라엘 옹호 단체인 스탠드위드어스(StandWithUs)는 가르니에 이스라엘(Garnier Israel)이 여성 IDF 군인들에게 기부했다고 주장하는 구호품 상자 사진 여러 장을 페이스북에 올렸다. 이는 전 세계적으로 가르니에와 로레알에 대한 보이콧 요구를 촉발시켰다. 가르니에는 해당 기부를 부인하며 페이스북 페이지에 다음과 같이 밝혔다. “가르니에 USA는 최근 소셜 미디어 활동을 인지하고 있습니다. 가르니에 전 세계는 평화와 화합을 증진하며 어떠한 분쟁이나 정치적 문제에도 관여하지 않는 엄격한 정책을 가지고 있다는 점을 저희 팬들이 아는 것이 매우 중요합니다. 가르니에는 소셜 미디어에서 이를 발견하고 깜짝 놀랐습니다. 조사 결과, 약 500개의 제품 배포는 한 차례의 지역 소매업체 이니셔티브의 일부였던 것으로 보입니다. 가르니에는 전적으로 지역 수준에서 관리된 이 이니셔티브를 승인하지 않으며, 일부 팬들을 불쾌하게 한 점에 대해 매우 유감스럽게 생각합니다.”

### 동물 실험
로레알은 1979년부터 시험관내 조직 테스트를 시작했으며, 1989년부터는 전 세계 어디에서도 제품이나 성분을 동물 실험하지 않는다. 이는 규정상 요구되기 14년 전이다. 논란은 로레알이 중국에서 제품을 판매한다는 사실에서 비롯되었다. 중국 규제 당국은 자국 내에서 판매되는 화장품에 대해 동물 실험을 실시하기 때문이다. 2020년 1월부터 중국에서 동물 실험이 금지되었지만, 중국 당국은 수입된 "일반" 화장품에 대해서는 여전히 이 관행을 수행한다.
로레알이 동물 실험을 지지하지 않는 더바디샵을 2006년에 인수한 후, 더바디샵의 창립자 어니타 로딕은 로레알의 동물 실험 연루에 대해 "자신의 원칙을 포기했다"는 비난에 맞서야 했다. 소비자들에게 더바디샵을 보이콧하라는 요구가 있었다. 로레알은 2017년에 더바디샵을 브라질 그룹 나투라 코스메티코스(Natura Cosméticos)에 매각했다.

### 인종차별 소송
2005년 8월 11일, 캘리포니아주 대법원은 전 로레알 영업 관리자 엘리스 야노비츠(Elyse Yanowitz)가 캘리포니아 공정 고용 및 주거법(California Fair Employment and Housing Act)에 따른 보복성 해고 소송을 적절하게 제기했다고 판결하며 재판을 위해 사건을 환송했다. 이 사건은 1997년 발생한 사건에서 당시 디자이너 향수 총괄 책임자였던 잭 위스월(Jack Wiswall)이 야노비츠에게 어두운 피부색의 영업 사원이 실적이 좋았음에도 불구하고 해고하라고 지시했다는 주장으로 시작되었다. 야노비츠가 거부하자, 위스월은 "섹시한" 금발 여성을 가리키며 "젠장, 저렇게 생긴 여자 한 명 데려와!"라고 말했다. 위스월은 2006년 말 로레알 USA 럭셔리 제품 부문 사장직에서 은퇴했다.
이 회사는 홍보 모델 고용과 제도적 인종차별과 관련하여 프랑스에서 차별 소송에 직면했다. 2007년, 가르니에(Garnier) 부문과 외부 고용 기관은 헤어 워시 "프럭티스 스타일(Fructis Style)" 홍보에서 의도적으로 유색인종 여성을 배제한 채용 관행으로 3만 유로의 벌금을 부과받았다.
로레알은 계속해서 미백 제품을 판매하고 있는데, 이는 "컬러리즘으로 인한 여성의 불안감을 이용하는 것"이라는 비판을 받고 있다. 이들은 "맑고 투명하며 빛나는 피부를 얻으세요. 저희 미백 제품은 다크 스팟을 흐리게 하고 피부를 밝혀 원하는 깨끗하고 완벽한 피부색을 선사합니다."라고 주장하며 논란의 여지가 있는 제품들을 웹사이트에 광고하고 있다. 이러한 제품들은 식민주의적 태도를 조장하고 안전 문제도 있다는 비판을 받고 있다.

### 허위 광고
2007년 5월, 로레알은 호주 치료용품관리국으로부터 자사 제품의 주름 제거 효능에 대한 광고를 철회하라는 명령을 받은 여러 화장품 제조업체 중 하나였다(크리니크, 에스티로더, 파이오트, 랑콤 등 포함). 이 기관은 로레알이 광고에서 펜넬로페 크루즈가 출연한 마스카라 브랜드 "텔레스코픽(Telescopic)"에 대해 "속눈썹을 60% 더 길게 만들어줄 것"이라고 주장했지만, 실제로는 속눈썹의 뿌리 부분을 분리하고 두껍게 하며 끝 부분을 두껍게 하여 60% 더 커 보이게 할 뿐이라고 지적했다. 또한 모델이 인조 속눈썹을 착용했다는 사실을 명시하지 않았다.
2007년 7월, 영국의 광고심의국은 로레알의 "텔레스코픽" 마스카라 TV 광고에 대해 제재를 가했다. 페넬로페 크루스가 출연한 이 광고는 "속눈썹을 60% 더 길게 만들어줄 것"이라고 주장했으나, 실제로는 속눈썹 뿌리 부분을 분리하고 두껍게 하며 끝 부분을 두껍게 하여 60% 더 커 보이게 할 뿐이었다. 또한 모델이 인조 속눈썹을 착용했다는 사실을 명시하지 않았다.
2011년 7월, 영국 광고심의국은 로레알에 대해 조치를 취하여 배우 줄리아 로버츠와 슈퍼모델 크리스티 털링턴이 등장하는 두 개의 에어브러시 처리된 랑콤 광고를 영국에서 금지했다. 이 기관은 영국 정치인 조 스윈슨이 두 광고가 현실을 왜곡하고 영국 여성들의 자아 이미지 문제를 심화시킨다고 주장한 후 금지 조치를 내렸다. 로레알은 사진이 에어브러시 처리되었음을 인정했지만, 두 화장품 제품이 실제로 광고에 묘사된 결과를 만들어낼 수 있으며 제품의 결과가 과학적으로 입증되었다고 주장했다.
2014년 6월, 이 회사는 미국 연방거래위원회와 합의하여, 신뢰할 수 있는 과학적 증거가 없는 한 노화 방지 제품에 대한 주장을 하지 않기로 했다. 이 합의는 위원회가 "거짓이며 근거가 없다"고 평가한 두 제품에 대한 주장에 대한 조사를 따른 것이다.
로레알은 매일 페이스북에 콘텐츠를 게시하는 400명의 직원을 보유하고 있다고 회사의 최고 마케팅 책임자인 마크 메네스겐(Marc Menesguen)이 밝혔다.

### 특허 소송
2017년 7월, 매사추세츠 대학교 메디컬 센터는 로레알을 상대로 특허 소송을 제기했다. 2017년 8월, 데니스 워지코프스키(Dennis Wyrzykowski)와 그의 회사 카멜 랩스 LLC(Carmel Laboratories LLC)가 소송에 합류했다. 양측은 로레알의 브랜드가 아데노신 화학 물질이 함유된 스킨 크림에 UMass의 특허 기술을 사용했다고 주장했다. 2021년, 판사는 특허가 무효라고 판결했다. 2022년, 미국 연방항소법원은 UMass가 계속 소송을 진행할 수 있다고 명시하며 이 결정을 뒤집었다.

### 기업의 위법 행위
로레알은 2016년 프랑스 경쟁당국으로부터 개인 위생 제품 가격 담합으로 벌금을 부과받았다.

### 먼로 버그도르프
2017년 8월, 로레알은 샬러츠빌에서 열린 유나이트 더 라이트 랠리에 대해 "솔직히 백인의 인종 폭력에 대해 더 이상 이야기할 에너지가 없다. 그렇다, 모든 백인들"이라고 페이스북에 글을 올린 혼혈 트랜스젠더 모델 먼로 버그도르프(Munroe Bergdorf)를 해고했다. 이 글에는 "[백인들의] 인종으로서의 존재, 특권, 성공은 유색인종의 등, 피, 죽음 위에 세워졌다", "인종차별은 학습되는 것이 아니라 유전되는 것이고... 특권을 통해 대물림된다", 그리고 "백인들은 자신들의 인종이 지구상에서 가장 폭력적이고 억압적인 자연의 힘이라는 것을 인정하기 시작해야 한다"는 내용도 인용되었다. 버그도프를 해고한 직후, 로레알은 "인종, 배경, 성별, 종교에 관계없이 모든 사람에 대한 다양성과 관용을 [지지한다]"는 입장을 발표하며, 버그도프의 발언이 "그러한 가치에 어긋난다"는 이유로 그녀와의 파트너십을 종료했다고 밝혔다.

### 앰버 허드
2018년, 로레알 파리는 앰버 허드를 글로벌 앰버서더로 고용하며 특별한 찬사를 보냈다. 2020년, 허드가 전 남편 조니 뎁을 폭행했다고 인정한 녹음 테이프가 유출된 후, 로레알에 그녀를 해고할 것을 요청하는 여러 청원이 제기되었다. 2021년 6월 현재, 로레알은 허드를 케이트 윈슬렛, 제인 폰다, 엘 패닝, 프랑스 싱어송라이터 이슐트가 포함된 "앰버서더" 팀에 계속 포함시켰다. 허드는 조니 뎁 대 앰버 허드 명예훼손 재판에서 뎁으로부터 가정폭력 혐의로 피소되었고, 2022년 6월 2일 배심원단에 의해 전 남편을 악의적으로 명예훼손한 것으로 밝혀졌다. 허드는 이후 자신의 사건에 대해 항소했다.

### 아동 노동
2024년 5월, BBC 월드 서비스 다큐멘터리 "향수의 어두운 비밀(Perfume's Dark Secret)"은 이집트 재스민 농장에서 만연한 아동 노동을 폭로했다. 재스민은 로레알을 포함한 주요 미용 브랜드에서 사용되는 향수의 필수 원료이다. 이 조사에 따르면 일부는 5살밖에 되지 않은 어린이들이 육체적으로 힘든 재스민 꽃 따기 작업을 하고 있었다. 이 어린이들은 종종 새벽 3시에 교대 근무를 시작하여 높은 온도에서 일하며 힘든 조건에서 일했다. 다큐멘터리는 이 어린이들이 직면한 빈곤을 강조했는데, 일부는 하루에 1달러밖에 벌지 못하여 생활 임금에 훨씬 못 미치는 수준이었다.
BBC의 조사 결과는 향수 산업의 노동 관행, 특히 이집트 농촌 지역에서 어린이 착취에 대한 전 세계적인 우려를 불러일으켰다. 이집트의 재스민 꽃은 로레알과 같은 회사에서 생산하는 고급 향수의 핵심 성분이며, 이는 미용 및 향수 부문에서 원료의 윤리적 소싱에 대한 질문으로 이어진다. 로레알 및 다른 럭셔리 브랜드의 엄격한 모니터링 시스템 주에도 불구하고, 다큐멘터리는 이 어린이들이 현재의 감사 과정에서 간과되었으며 노동자들을 착취로부터 보호하기 위한 불충분한 조치가 마련되어 있다고 시사했다.